# Йоганнес Гайс
Йоганнес Гайс (нім. Johannes Geis, нар. 17 серпня 1993, Швайнфурт) — німецький футболіст, опорний півзахисник клубу «Нюрнберг».
Виступав за молодіжну збірну Німеччини.

## Клубна кар'єра
Народився 17 серпня 1993 року в місті Швайнфурт. Вихованець юнацьких команд футбольних клубів «Оберштрой», «Міттельштрой», «Гросбардорф», а з 2008 року — «Гройтера».
У дорослому футболі дебютував 2010 року виступами за основну команду «Гройтера», в якій провів три сезони, взявши участь лише у 17 матчах чемпіонату. Одночасно грав за другу команду «Гройтера» у Регіоналлізі.
2013 року уклав контракт з клубом «Майнц 05», у складі якого провів наступні два роки своєї кар'єри гравця.  Більшість часу, проведеного у складі «Майнца», був основним гравцем команди.
До складу клубу «Шальке 04» приєднався влітку 2015 року за 12 мільйонів євро. Уклав з клубом із Гельзенкірхена чотирирічний контракт.

## Виступи за збірні
2008 року дебютував у складі юнацької збірної Німеччини, взяв участь у 37 іграх на юнацькому рівні, відзначившись 5 забитими голами.
Протягом 2012–2015 років залучався до складу молодіжної збірної Німеччини. На молодіжному рівні зіграв у 14 офіційних матчах.

## Статистика виступів

### Статистика клубних виступів
Станом на 1 лютого 2016 року
| Сезон                  | Команда                | Чемпіонат              | Чемпіонат | Чемпіонат | Національний кубок | Національний кубок | Національний кубок | Континентальні кубки | Континентальні кубки | Континентальні кубки | Інші змагання | Інші змагання | Інші змагання | Усього | Усього |
| Сезон                  | Команда                | Ліга                   | Ігор      | Голів     | Ліга               | Ігор               | Голів              | Ліга                 | Ігор                 | Голів                | Ліга          | Ігор          | Голів         | Ігор   | Голів  |
| ---------------------- | ---------------------- | ---------------------- | --------- | --------- | ------------------ | ------------------ | ------------------ | -------------------- | -------------------- | -------------------- | ------------- | ------------- | ------------- | ------ | ------ |
| 2010–11                | «Гройтер»              | 2БЛ                    | 6         | 0         | КН                 | 0                  | 0                  | -                    | -                    | -                    | -             | -             | -             | 6      | 0      |
| 2011–12                | «Гройтер»              | 2БЛ                    | 3         | 0         | КН                 | 0                  | 0                  | -                    | -                    | -                    | -             | -             | -             | 3      | 0      |
| 2012–13                | «Гройтер»              | БЛ                     | 8         | 1         | КН                 | 0                  | 0                  | -                    | -                    | -                    | -             | -             | -             | 8      | 1      |
| Усього за «Гройтер»    | Усього за «Гройтер»    | Усього за «Гройтер»    | 17        | 1         |                    | -                  | -                  |                      | -                    | -                    |               | -             | -             | 17     | 1      |
| 2011–12                | «Гройтер Іі»           | РЛ                     | 17        | 2         | -                  | -                  | -                  | -                    | -                    | -                    | -             | -             | -             | 17     | 2      |
| 2012–13                | «Гройтер Іі»           | РЛ                     | 11        | 2         | -                  | -                  | -                  | -                    | -                    | -                    | -             | -             | -             | 11     | 2      |
| Усього за «Гройтер II» | Усього за «Гройтер II» | Усього за «Гройтер II» | 28        | 4         |                    | -                  | -                  |                      | -                    | -                    |               | -             | -             | 28     | 4      |
| 2013–14                | «Майнц 05»             | БЛ                     | 33        | 1         | КН                 | 1                  | 0                  | -                    | -                    | -                    | -             | -             | -             | 34     | 1      |
| 2014–15                | «Майнц 05»             | БЛ                     | 34        | 4         | КН                 | 1                  | 1                  | ЛЄ                   | 2                    | 0                    | -             | -             | -             | 37     | 5      |
| Усього за «Майнц 05»   | Усього за «Майнц 05»   | Усього за «Майнц 05»   | 67        | 5         |                    | 2                  | 1                  |                      | 2                    | 0                    |               | -             | -             | 71     | 6      |
| 2015–16                | «Шальке 04»            | БЛ                     | 15        | 1         | КН                 | 1                  | 1                  | ЛЄ                   | 6                    | 1                    | -             | -             | -             | 22     | 3      |
| Усього за кар'єру      | Усього за кар'єру      | Усього за кар'єру      | 127       | 11        |                    | 3                  | 2                  |                      | 8                    | 0                    |               | -             | -             | 138    | 14     |